# Caulleriella parva
Caulleriella parva är en ringmaskart som beskrevs av Gillandt 1979. Caulleriella parva ingår i släktet Caulleriella och familjen Cirratulidae. Arten har ej påträffats i Sverige. Inga underarter finns listade i Catalogue of Life.